# Sekundærrute 502
De Sekundærrute 502 dat deel uitmaakt van de Messemotorvejen is een autosnelweg in Denemarken die in aanbouw, die Snejbjerg met Sinding.
De autosnelweg werd gebouwd, zodat mensen uit Holstebro en Noord-Jutland snel in staat om de nieuwe Gødstrup Hospital, die zal worden gevestigd in Herning te krijgen.
De weg zal dan in 2017 voltooid worden.